# Women Help Women
A Women Help Women é uma organização não governamental que oferece um serviço online de aborto farmacológico e de contracepção por todo o mundo.
Este serviço oferece uma consulta médica online que permite o acesso a um aborto farmacológico com os comprimidos mifepristona e misoprostol, bem como o acesso a contracetivos: pílulas de contracepção oral, contracepção de emergência, preservativos masculinos e preservativos femininos ou outros contraceptivos mediante pedido. Estes produtos são posteriormente enviados por correio.
O site fornece ainda informação e educação para as questões da contracepção, contracepção de emergência e aborto farmacológico. As secções "Perguntas e Respostas" e "Pesquisa" fornecem informações e protocolos relativos ao aborto e contracepção, baseados em pesquisas e publicações da Organização Mundial da Saúde.
A Women Help Women foi fundada a 28 de Setembro de 2014 como uma acção de apoio ao Dia Mundial Pela Descriminalização do Aborto e funciona com uma rede de 30 organizações espalhadas pelo mundo (redes internacionais, linhas de apoio telefónico para o aborto seguro) em projetos que podem ser descritos como ativismo para a informação e acesso a direitos sexuais e de saúde reprodutiva, bem como à justiça reprodutiva. O Dia de Ação Global pelo Aborto Seguro teve origem na América Latina onde, nas últimas décadas, grupos pelos direitos das mulheres têm defendido a descriminalização do aborto.